# Canon EOS 450D

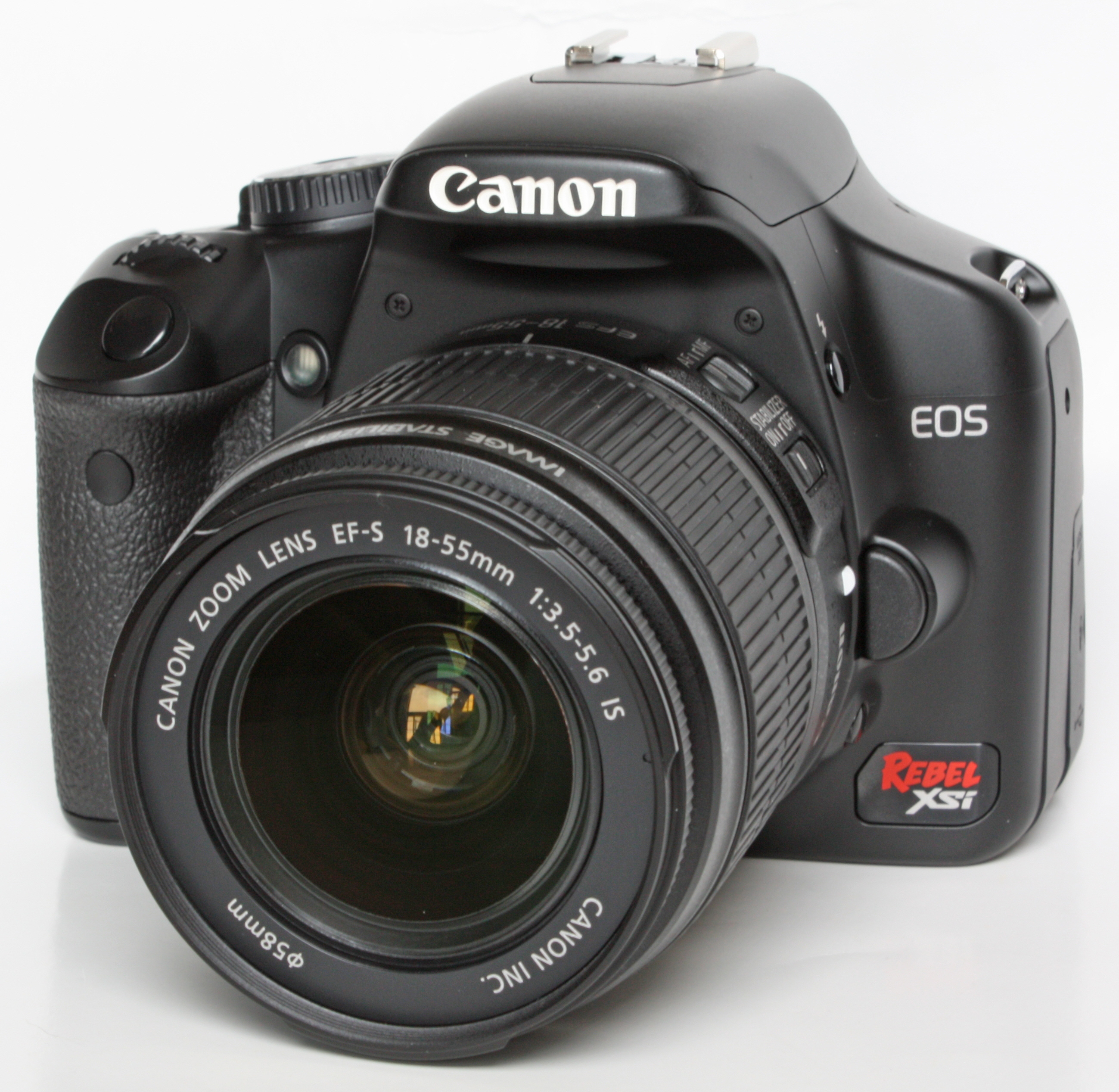
Canon EOS-450D con el lente inicial EF-S 18-55.

La Canon EOS-450D, conocida en Estados Unidos de América como EOS Rebel XSi y en Japón como EOS Kiss X2, es una cámara réflex digital anunciada inicialmente el 23 de enero de 2008, un año después fue sustituida en su segmento por la Canon EOS-500D

## Características
- Sensor CMOS de 12,2 Megapíxeles
- Disparo mínimo de 3,10 fps
- AF de área amplia de 9 puntos
- Sistema Integrado de Limpieza EOS “EOS Integrated Cleaning System”
- Pantalla LCD de 3,0” (7,6 cm) con Modo de Visión en Directo “Live View Mode”
- Procesador DIGIC III
- Control total de la imagen enfoque por contraste Live View
- Compatible con los objetivos EF/EF-S y los flashes Speedlite EX
- Tarjeta SD - SD HC hasta 32 Gb